# Кострена
Кострена је насељено место и седиште општине у Приморско-горанској жупанији, Република Хрватска.

## Географски положај
Кострена је индустријализовано источно предграђе Ријеке у којем се налазе рафинерија нафте Урињ, термоелектрана Урињ и бродоградилиште Виктор Ленац.

## Историја
Кострена је самостална општина од пописа 2001. године. До тада се налазила у саставу старе општине Ријека. Настала је издвајањем дела насеља Ријека. Формирано је 19 нових самосталних насеља. На попису 2011. године, сва насеља су укинута и формирано је јединствено насеље Кострена.

## Становништво
На попису становништва 2011. године, општина, односно насељено место Кострена је имала 4.180 становника. За попис 1991. године, погледати под Ријека.

## Спорт
Локални фудбалски клуб је НК Поморац.